# Свети Никола (Долно Дивяци)
„Свети Никола“ (на македонска литературна норма: „Свети Никола“) е възрожденска православна църква в крушевското село Долно Дивяци, югозападната част на Северна Македония. Част е от Крушевско-Демирхисарската епархия на Македонската православна църква – Охридска архиепископия.

## География
Църквата се намира на възвишение в село Долно Дивяци.

## История
Над входната врата в църквата, която е на запад в наоса, има надпис, който е доста добре запазен и който отбелязва зографите, които са работили в църквата и времето, когато е изписана - изписването завършва на 13 юни 1887 година, дело на зографите братята Вангел, Никола и Коста Анастасови от Крушево и техния зет Наум, работили и в църквата „Свети Никола“ в село Пуста река, тоест прилагат идентична иконографска система. Живописта в църквата е непокътната и добре запазена и в добро състояние.

## Галерия
- Камбанарията
- Поглед към църквата
- Селските гробища
- Апсидата
- Поглед към църквата
- Поглед към църквата